# Saltos ornamentais no Campeonato Mundial de Esportes Aquáticos de 2023 - Trampolim 1 m individual masculino

A competição de saltos ornamentais na categoria trampolim 1 m individual masculino no Campeonato Mundial de Esportes Aquáticos de 2023 fora realizada nos dias 14 e 16 de julho de 2023 no Fukuoka Prefectural Pool em Fukuoka, no Japão.  Ao todo, 63 participantes de 41 Comitês Olímpicos Nacionais estão previstos para competirem.

## Cronograma
Todos os horários estão na Hora Legal Japonesa (UTC+09).
| Data        | Hora  | Evento        |
| ----------- | ----- | ------------- |
| 14 de junho | 15:00 | Eliminatórias |
| 16 de junho | 14:30 | Final         |

## Formato da competição
A competição consiste em duas rodadas: eliminatória e final. Os 12 melhores saltadores avançam até a final. Aquele com o melhor tempo garante a medalha de ouro.

## Medalhistas
| Ouro                  | Prata                 | Bronze                |
| Peng Jianfeng · China | Osmar Olvera · México | Zheng Jiuyuan · China |

## Resultados
| Pos. | Saltador                 | CON                  | Eliminatória | Eliminatória | Final       | Final       |
| Pos. | Saltador                 | CON                  | Pontos       | Pos.         | Pontos      | Pos.        |
| ---- | ------------------------ | -------------------- | ------------ | ------------ | ----------- | ----------- |
| 1    | Peng Jianfeng            | China                | 403.75       | 1            | 440.45      | 1           |
| 2    | Osmar Olvera             | México               | 395.85       | 2            | 428.85      | 2           |
| 3    | Zheng Jiuyuan            | China                | 371.65       | 5            | 418.30      | 3           |
| 4    | Juan Celaya              | México               | 362.30       | 10           | 406.25      | 4           |
| 5    | Li Shixin                | Austrália            | 374.50       | 4            | 400.55      | 5           |
| 6    | Moritz Wesemann          | Alemanha             | 364.45       | 7            | 388.55      | 6           |
| 7    | Woo Ha-ram               | Coreia do Sul        | 362.65       | 9            | 385.50      | 7           |
| 8    | Jordan Houlden           | Reino Unido          | 374.90       | 3            | 382.90      | 8           |
| 9    | Jack Ryan                | Estados Unidos       | 363.75       | 8            | 376.35      | 9           |
| 10   | Jules Bouyer             | França               | 361.50       | 11           | 374.15      | 10          |
| 11   | Danylo Konovalov         | Ucrânia              | 360.25       | 12           | 354.15      | 11          |
| 12   | Jonathan Suckow          | Suíça                | 369.00       | 6            | 349.40      | 12          |
| 13   | Lyle Yost                | Estados Unidos       | 355.05       | 13           | Não avançou | Não avançou |
| 14   | Giovanni Tocci           | Itália               | 354.00       | 14           | Não avançou | Não avançou |
| 15   | Jonathan Ruvalcaba       | República Dominicana | 353.85       | 15           | Não avançou | Não avançou |
| 16   | Kacper Lesiak            | Polónia              | 353.85       | 16           | Não avançou | Não avançou |
| 17   | Jake Passmore            | Irlanda              | 344.60       | 17           | Não avançou | Não avançou |
| 18   | Lorenzo Marsaglia        | Itália               | 340.70       | 18           | Não avançou | Não avançou |
| 19   | Dariush Lotfi            | Áustria              | 327.15       | 19           | Não avançou | Não avançou |
| 20   | Luis Uribe               | Colômbia             | 327.10       | 20           | Não avançou | Não avançou |
| 21   | Alexis Jandard           | França               | 322.70       | 21           | Não avançou | Não avançou |
| 22   | Yona Knight-Wisdom       | Jamaica              | 319.20       | 22           | Não avançou | Não avançou |
| 23   | Daniel Restrepo          | Colômbia             | 318.35       | 23           | Não avançou | Não avançou |
| 24   | Carlos Escalona          | Cuba                 | 316.30       | 24           | Não avançou | Não avançou |
| 25   | Andrzej Rzeszutek        | Polónia              | 316.05       | 25           | Não avançou | Não avançou |
| 26   | Jesús Liranzo            | Peru                 | 313.50       | 26           | Não avançou | Não avançou |
| 27   | Rafael Fogaça            | Brasil               | 311.35       | 27           | Não avançou | Não avançou |
| 28   | Bryden Hattie            | Canadá               | 311.30       | 28           | Não avançou | Não avançou |
| 29   | Adrián Abadía            | Espanha              | 311.15       | 29           | Não avançou | Não avançou |
| 30   | Alexander Lube           | Alemanha             | 309.70       | 30           | Não avançou | Não avançou |
| 31   | Rikuto Tamai             | Japão                | 298.60       | 31           | Não avançou | Não avançou |
| 32   | Nikolaj Schaller         | Áustria              | 297.00       | 32           | Não avançou | Não avançou |
| 33   | Martynas Lisauskas       | Lituânia             | 295.10       | 33           | Não avançou | Não avançou |
| 34   | Avvir Tham               | Singapura            | 291.65       | 34           | Não avançou | Não avançou |
| 35   | Elias Petersen           | Suécia               | 291.20       | 35           | Não avançou | Não avançou |
| 36   | Jesús González           | Venezuela            | 290.50       | 36           | Não avançou | Não avançou |
| 37   | Frandiel Gómez           | República Dominicana | 289.60       | 37           | Não avançou | Não avançou |
| 38   | David Ledinski           | Croácia              | 288.55       | 38           | Não avançou | Não avançou |
| 39   | Mohamed Farouk           | Egito                | 287.70       | 39           | Não avançou | Não avançou |
| 40   | Rafael Max               | Brasil               | 285.65       | 40           | Não avançou | Não avançou |
| 41   | Donato Neglia            | Chile                | 283.85       | 41           | Não avançou | Não avançou |
| 42   | David Ekdahl             | Suécia               | 282.20       | 42           | Não avançou | Não avançou |
| 43   | Isak Børslien            | Noruega              | 280.45       | 43           | Não avançou | Não avançou |
| 44   | Alberto Arévalo          | Espanha              | 279.00       | 44           | Não avançou | Não avançou |
| 45   | Yohan Eskrick-Parkinson  | Jamaica              | 277.05       | 45           | Não avançou | Não avançou |
| 46   | Alexandru Avasiloae      | Roménia              | 275.40       | 46           | Não avançou | Não avançou |
| 47   | Tornike Onikashvili      | Geórgia              | 275.35       | 47           | Não avançou | Não avançou |
| 48   | Irakli Sakandelidze      | Geórgia              | 263.10       | 48           | Não avançou | Não avançou |
| 49   | Matej Neveščanin         | Croácia              | 257.55       | 49           | Não avançou | Não avançou |
| 50   | Kim Yeong-taek           | Coreia do Sul        | 256.00       | 50           | Não avançou | Não avançou |
| 51   | Hanis Nazirul Jaya Surya | Malásia              | 250.10       | 51           | Não avançou | Não avançou |
| 52   | Mohamed Noaman           | Egito                | 248.50       | 52           | Não avançou | Não avançou |
| 53   | Gabriel Gilbert Daim     | Malásia              | 242.95       | 53           | Não avançou | Não avançou |
| 54   | Athanasios Tsirikos      | Grécia               | 240.75       | 54           | Não avançou | Não avançou |
| 55   | Curtis Yuen              | Hong Kong            | 237.05       | 55           | Não avançou | Não avançou |
| 56   | Hemam London Singh       | Índia                | 235.65       | 56           | Não avançou | Não avançou |
| 57   | Adityo Restu Putra       | Indonésia            | 232.80       | 57           | Não avançou | Não avançou |
| 58   | Thibaud Bucher           | Suíça                | 231.75       | 58           | Não avançou | Não avançou |
| 59   | Diego Carquín            | Chile                | 224.80       | 59           | Não avançou | Não avançou |
| 60   | Maori Pomeroy-Farrell    | Fiji                 | 224.00       | 60           | Não avançou | Não avançou |
| 61   | Stefan Steenkamp         | África do Sul        | 219.30       | 61           | Não avançou | Não avançou |
| 62   | Sebastian Konecki        | Lituânia             | 216.45       | 62           | Não avançou | Não avançou |
| 63   | Abdulrahman Abbas        | Kuwait               | 201.80       | 63           | Não avançou | Não avançou |